# Uccea
L'Uccea (Učja in sloveno, Ucee in friulano) è un torrente lungo 14 km tributario del fiume Isonzo che scorre tra Italia e Slovenia. Uccea è anche nome di un paesino vicino al confine sloveno nel comune di Resia.

## Geografia
Nasce dal Monte Zaiaur (1.815 m) nel comune di Resia in provincia di Udine, poi passa la frazione omonima di Resia delimitando per un breve tratto il confine tra i due stati e superata la dogana di Uccea/Učja sul lato italiano del ponte sul torrente entra in Slovenia dopo aver percorso 9 km in Italia. Continua il suo percorso in Slovenia non incontrando centri abitati fino a Saga (Žaga), frazione di Plezzo (Bovec) dove sfocia nell'Isonzo.

## Collegamenti
Il collegamento principale della valle formata dall'Uccea è l'ex strada statale 646 di Uccea che attraverso il passo di Tanamea (853 m) arriva fino a Tarcento (UD). 
La parte passata alla Jugoslavia con il trattato di Parigi nel 1947, ora in Slovenia prende il nome di 401 e arriva fino a Saga (Žaga).